# Until That Day
Until That Day è un EP del gruppo Easy Star All-Stars pubblicato nel 2008.
Pubblicato l'11 marzo 2008 dalla Easy Star Records è l'unico EP con brani propri della band, tranne l'ultimo che è una cover di Climbing Up the Wall dei Radiohead. È disponibile per il download sul sito della casa discografica in formato EP e in formato FLAC.

## Tracce
1. Got to Get Away – 4:30
2. Bed of Rose – 4:02
3. Like the Stars – 4:24
4. Until That Day – 4:33
5. The Finest – 3:32
6. Dubbing Up the Walls – 4:11